# Файнштейн (металлургия)
Файнште́йн  (нем. Feinstein, «тонкий, нежный» камень) — промежуточный продукт в пирометаллургической фазе получения никеля (Ni3S2) или меди (Cu2S). Получается при конвертировании штейнов. Медный файнштейн чаще называется белым маттом.
При конвертировании медно-никелевых штейнов получают медно-никелевый файнштейн, разделяемый на медный и никелевый сульфидные концентраты флотацией.

## Медный файнштейн
Белый матт — промежуточный продукт в пирометаллургии меди. Представляет собой сульфид меди (Cu2S) с относительно небольшим количеством примесей, содержит 78-80 % меди и 20-21 % серы. Образуется в первый период конвертирования медного штейна. Во второй период конвертирования при окислительной продувке белого матта образуется черновая медь.